# Paul Yogi Mayer
Paul Yogi Mayer MBE (* 8. September 1912 in Bad Kreuznach; † 8. Juli 2011 in London, England) war ein Sportler, Sportjournalist und Pädagoge, der sich nach seiner Emigration nach England vor allem um die Betreuung von Flüchtlingskindern aus dem Deutschen Reich und später um jugendliche Holocaust-Überlebende gekümmert hat.

## Leben

### Kindheit und Jugend
Paul Yogi Mayers Vater Albert Mayer (1877–1924) war in Bad Kreuznach mit dessen Bruder Gustav im Getreidehandel tätig. Seine Mutter hieß Selma Mayer, geborene Löwenberg (1883–1919). 1921 heiratete der Vater ein zweites Mal und zog mit seiner Familie nach Wiesbaden. Er starb 1924 und die Stiefmutter gab den zwölfjährigen Yogi in die Obhut der sehr religiösen und wohlsituierten jüdischen Ärztefamilie Tendlau. Er besuchte in Wiesbaden die Oranienschule und die Oberrealschule, die heutige Leibnizschule.
Paul Yogi Mayer war sehr sportbegeistert; er war aktives Mitglied im Wiesbadener Schwimmclub und trainierte vor allem Leichtathletik. 1924 wurden Hermann und Julius Baruch, zwei jüdische Sportler aus seiner Geburtsstadt Bad Kreuznach, Europameister im Ringen und Gewichtheben.
Paul Yogi Mayer blieb ein lebenslanger Bewunderer dieser beiden Sportler und setzte sich in den 1980er Jahren dafür ein, dass in Bad Kreuznach eine Straße nach den beiden Sportlern benannt wurde. 1996 ging sein Wunsch in Erfüllung.
Während seiner Schulzeit war Paul Yogi Mayer auch schon bei dem deutsch-jüdischen Wanderbund Kameraden aktiv, dessen Abspaltung, dem Schwarzen Fähnlein, er sich 1932 anschloss. Bereits bei den Kameraden soll er Gruppenführer gewesen sein, und beim Schwarzen Fähnlein organisierte er den Gau Taunus.

### Zwischen Abitur und Emigration

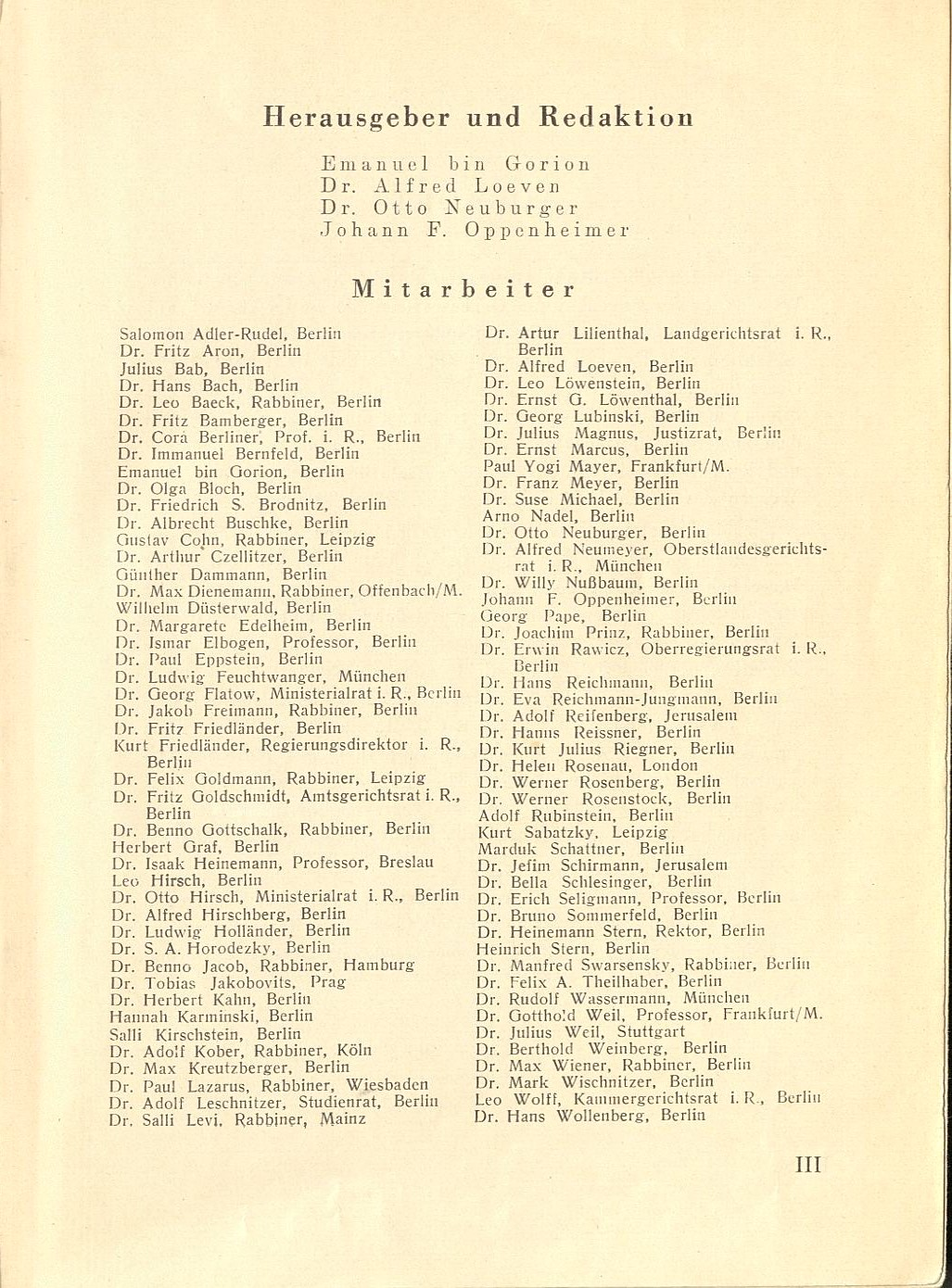
Paul Yogi Mayer in der Mitarbeiterliste des Philo-Lexikons (1935)

1932 bestand Paul Yogi Mayer das Abitur an der Oberrealschule in Wiesbaden. Er geht zunächst nach Berlin und wollte dann 1933 sein Studium in Frankfurt am Main fortsetzen. Dort wird ihm als Jude aber nach der Machtergreifung ein Studienplatz verweigert. Als Ausweg bleibt ihm der Besuch der Deutschen Hochschule für Leibesübungen in Berlin, wo er das Sportlehrerdiplom erwerben kann.
Paul Yogi Mayer war aktiver Zehnkämpfer und trainierte unter anderem im Berliner Sport-Club, was ihm als Jude aber bald untersagt wurde. Er tritt einem jüdischen Turn- und Sportclub bei.
1934 geht Paul Yogi Mayer als Lehrer an das Jüdische Landschulheim Herrlingen, wo er jedoch nur den Sommer über blieb. Wie es dazu kam, erwähnt er nicht, nur, dass er dort Sport und Deutsch für die Jüngsten unterrichtet habe und während seiner Zeit dort auch für die Betreuung der Kinder in einem der Häuser verantwortlich gewesen sei. Die zionistischen Ideale, die den Geist der Schule prägten, machte er sich nicht zu eigen: „Auf viele Herrlinger war die Schule von anhaltendem Einfluß und führte sie nach Israel; andere empfanden ihr »jüdisches Bewußtsein« nur als eine vorübergehende Phase. Ich lernte die Bedeutung von Martin Bubers »Zwei-Völker Staat« verstehen, aber für mein eigenes Leben wählte ich die Existenz in der Diaspora und ihren Werten.“ Indirekt begründet er sein baldiges Ausscheiden aus der Schule damit, dass ihn sein Engagement in der deutsch-jüdischen Jugendbewegung zu stark in Anspruch genommen habe, was ihn auch immer wieder zu Reisen nach Berlin genötigt habe.
Die starke Inanspruchnahme durch die deutsch-jüdische Jugendbewegung dürfte ihren Grund darin gehabt haben, dass Paul Yogi Mayer an ideologischen Auseinandersetzungen innerhalb des Schwarzen Fähnleins beteiligt war und sich mit einer Gruppe gleichgesinnter abspaltete. Diese neue Gruppe nannte sich fortan die Blaue Schar. Außerdem wurde er 1935 Jugenddezernent des Reichsbundes jüdischer Frontsoldaten (RjF), eines Verbandes, der mehrheitlich die Assimilation der Juden in die deutsche Gesellschaft und ab 1933 auch eine Kooperation mit dem NS-System anstrebte. Mayer war auch Leiter der Sportabteilung Schild des RjF.
Seine nach wie vor große Begeisterung für den Sport konnte er 1936 während der Olympischen Sommerspiele 1936, zu deren Qualifikationslehrgängen für Zehnkämpfer er ohne Aussicht auf Wettkampfbeteiligung teilnehmen durfte, mit einer Tätigkeit als Journalist für jüdische Organisationen verbinden. Danach verabschiedete sich der RjF von seiner bisherigen assimilatorischen Position. Er begann, eine Auswanderung aus dem Deutschen Reich zu befürworten, und beteiligte sich nun auch an den Vorbereitungen für ein Auswanderungslehrgut für nicht-zionistische Jugendliche. „Nach Mayer war der ‚Schild‘ aktiv an der Errichtung der von Curt Bondy geleiteten nicht-zionistischen Ausbildungsstätte in Groß-Breesen beteiligt. Der Unterschied zur Alijah und Hachscharah des Makkabi bestand hier, so Mayer, darin, dass die Ausbildung programmatisch nicht von vorneherein auf Palästina fixiert war.“ In der Tat gab es damals Überlegungen, Absolventen von Groß Breesen im südbrasilianischen Rolândia anzusiedeln.
In den Jahren 1937/38 unterrichtete Paul Yogi Mayer an jüdischen Schulen in Berlin, so an der Privaten Waldschule Grunewald der Toni Lessler, und er heiratete Ilse Fabisch aus Breslau, die er in der Jugendbewegung kennengelernt hatte. Sohn Thomas wurde noch in Berlin geboren, die Töchter Monica und Carol später in England.
Im Mai 1939 erhielt Mayer für sich und seine Familie ein Visum für England. Seine Reise in die Emigration trat er als Betreuer eines Kindertransports an.

### Kriegszeit in England
Die Mayers hätten Berlin mit einem schönen weißen Kinderwagen, einem Besteck und £ 20 verlassen, heißt es in einem Nachruf. Und um der drohenden Armut zu entgehen, habe sich Paul Yogi Mayer freiwillig der britischen Armee angeschlossen. Er wurde den Pionieren zugeteilt und später bei der Special Operations Executive (SOE) eingesetzt. Bei der SOE sei er Vorgesetzter zweier alter Bekannter gewesen, die früher seiner jüdischen Jugendgruppe in Wiesbaden angehört hätten.
Paul Yogi Mayer wurde 1946 demobilisiert und ließ sich mit seiner Familie im Londoner Stadtteil Hampstead nieder.

### The Primrose Club
Nach seiner Demobilisierung war Paul Yogi Mayer Dozent für Sport und Kunst im Brady's Boy Club geworden, einem im Londoner East End gelegenen jüdischen Jugendclub. Zu der Zeit war bereits eine humanitäre Hilfsaktion für jugendliche Überlebende der Konzentrationslager angelaufen.

„Im Sommer 1945 erklärt sich die britische Regierung bereit, junge Holocaust-Überlebende aufzunehmen. 732 Kinder und Jugendliche - zumeist Waisen - werden in den folgenden Monaten nach Großbritannien ausgeflogen. Sie bilden unter dem Namen The Boys ein Netzwerk, das ihnen hilft, den Verlust der Familie und der Heimat zu ertragen und ein neues Leben aufzubauen. Dabei haben sie nicht nur mit schweren Traumatisierungen zu kämpfen, sondern auch mit den körperlichen Folgen der brutalen Ausbeutung in den Konzentrations~ und Zwangsarbeitslagern.“

In diesem Kontext entstand die Idee, in London einen Club zu gründen, der all denen dieser Jugendlichen als Treffpunkt dienen sollte, die bereits ansatzweise einen Weg zurück in ein normales Leben gefunden hatten, aber vereinzelt lebten. Der Club sollte die Verbundenheit der Jugendlichen untereinander aufrechterhalten und Ersatz bieten für die durch die Nazi-Gräuel zerstörten Familienbande.

Vom Jewish Refugees Committee (JRC) wurde Paul Yogi Mayer auf dieses Vorhaben angesprochen und zum Leiter gewählt. Das JRC wollte ursprünglich einen Club nur für The Boys, aber Mayer akzeptierte dieses Konzept nicht. 

„Ich glaubte an ‚soziale Gruppenarbeit‘, an die Interaktion zwischen Jungen Leuten, an Gruppen mit verschiedenen Interessen, die selbst gewählten Beschäftigungen nachgingen. Wenn der Club diesen Jugendlichen bei der Überwindung ihrer KZ-Traumata und bei der Verwirklichung ihres Potentials helfen wollte, dann musste er ‚offen‘ sein. Das aber hieß, dass auch die jüdischen Jungen und besonders Mädchen aus der Umgebung Mitglieder werden konnten. Wenn dies dem Komitee unannehmbar erschiene, dann gäbe es für mich keinen Anreiz, meine Jugendarbeit im East End aufzugeben.
Leonard Montefiore begriff als Erster von ihnen die Notwendigkeit, die Boys mit anderen Jungen und besonders Mädchen zusammenkommen zu lassen. Nur eine kleine Anzahl von Mädchen hatte die Lager überlebt. Die Begegnung mit Mädchen war ein wichtiger Schritt in der Entwicklung dieser Heranwachsenden. Der Zufall Wollte es, dass die meisten Mädchen, die man in den Club einlud, ein Jahrzehnt zuvor mit den ‚Kindertransporten‘ ins Land gekommen waren.“

Paul Yogi Mayer konnte sich mit seinen Vorstellungen durchsetzen und wurde in zwei alten Häusern im Stadtbezirk Belsize Park, wo der Club sein erstes Domizil bezog, Clubleiter, der sich an den Spielen der Jugendlichen zu beteiligen hatte, und Vormund, der Schulberichte oder Entschuldigungen für schulische Fehlzeiten unterschreiben musste. Und weiterhin hatte der Sport eine große Bedeutung im Zusammenleben der The Boys. Mayer spielte mit ihnen Fußball, fand einen Wiener Konditor, der ihnen Kuchen in einer Kaffeebar servierte, und brachte ihnen das Tanzen bei, damit sie Mädchen treffen konnten. Cricket lehrte er sie im Park von Hampstead Heath und verband damit die Absicht, sie über diesen Sport Teil der Gemeinschaft werden zu lassen, in der sie jetzt lebten. Ben Helfgott, der bei den Olympischen Sommerspielen 1956 und 1960 antrat, hatte bereits im Primrose Club eine Gewichthebergruppe gegründet.
Nach zwei Jahren musste der Club sein bisheriges Domizil verlassen. Aus den geretteten Kindern waren inzwischen junge Erwachsene geworden, die auf eigenen Füßen standen. Paul Yogi Mayer suchte und fand ein neues Gebäude und dachte, er könne damit seine Arbeit für den Primrose Club beenden und wieder an seine alte Arbeitsstelle im Brady's Boy Club zurückkehren. Er tat dies auch, aber der Primrose Club musste später aus finanziellen Gründen geschlossen werden.
Das Ende des Primrose Clubs bedeutete nicht das Ende des Gruppenzusammenhalts der Boys. 1963 gründeten sie die ’45 Aid Society, die Geld für gemeinnützige Zwecke sammeln sollte, um der Gesellschaft etwas zurückgeben zu können, aber auch, um sich im einander zu kümmern. Heute sammelt die Vereinigung Mittel zur Unterstützung der Holocaust-Erziehung, zur Unterstützung von Wohltätigkeitsorganisationen für Kinder und zur Unterstützung von Überlebenden. Ihre Mitglieder, mittlerweile aus der 2. Generation stammend, engagieren sich als Zeitzeugen an Schulen und Universitäten und organisieren jährliche Veranstaltungen wie das Reunion-Dinner, die Chanukka-Feier oder eine Gedenkvorlesungen, zum Beispiel für Leonard Montefiore.

### Weiterer beruflicher Werdegang
1949 wurde Paul Yogi Mayer Lehrer an der jüdischen Hasmonean grammar school im Londoner Stadtteil Hendon. Nebenher arbeitete er abends im Brady Boys' Club als Übungsleiter für Sport und wurde bald zum erfolgreichen Leiter des Clubs berufen. Während seiner Zeit sei dort auch ein Club für Mädchen entstanden, für den er ebenfalls verantwortlich gewesen sei, und in Kent konnte eine Herberge für den Club eingerichtet werden, für die Mayer auch die Mittel für die Errichtung eines Schwimmbades habe auftreiben können. Sport habe weiterhin eine große Rolle in der Club-Arbeit gespielt.
1965 wechselte Paul Yogi Mayer in die Schulverwaltung des Londoner Stadtteils Islington, wo er zur Gründung des Islington Youth Theatre beigetragen und für die Einführung von Flutlicht und Kunstrasen auf Schulsportplätzen gesorgt habe.

### Ruhestand
1980 zog sich Paul Yogi Mayer aus dem aktiven Berufsleben zurück. Seine Energie war ungebrochen, er unterstützte das Jugend- und Gemeinschaftsstudienprogramm am North London College und wurde Ehrenmitglied („Governor“) des Islington Colleges.
Ab Mitte der 1980er Jahre wurde Paul Yogi Mayer nach Deutschland eingeladen. „Als früher aktiver Sportler hatte er von London aus Kontakte zur Sporthochschule in Köln und dort vor Studenten bereits seine persönliche Geschichte erzählt.“ Er stand in Verbindung mit deutschen Sporthistorikern, was ihm auch Einladungen nach Köln, Berlin und Frankfurt eintrug.
Als Zeitzeuge, der mit Jugendlichen über das Schicksal der Juden in der NS-Zeit sprach, kam er seit 1988 über 15 Jahre lang nach Wiesbaden „und sprach vor Hunderten von Schülern. In der Siemensschule erzählt Yogi aus seinem Schülerleben, von den einschneidenden Erfahrungen nach 1933, von seiner Flucht aus Deutschland 1939.“ Seinen ersten Vortrag hatte er vor Schülern seiner alten Schule gehalten.
2007 ist Martin Gilberts Buch über The Boys auch auf Deutsch erschienen. Um es in der Öffentlichkeit bekannter zu machen, ist Paul Yogi Mayer 2008 bei Veranstaltungen in Berlin und Potsdam aufgetreten.

## Ehrungen
- 1997 Ernennung zum Member of the Order of the British Empire (MBE).
- 1998 Ernennung zum Ehrendoktor der Universität Potsdam

## Schriften
- Das jüdische Sportbuch: Weg, Kampf und Sieg. unter Mitarbeit von Martha Wertheimer, Siddy Goldschmidt und Paul Yogi Mayer. Verlag Atid, Berlin 1937.
- Einbandentwurf zu: Camilla Spira: Kennen Sie Peter? Vortrupp, Berlin 1937.
- Einbandentwurf zu: Hanns Reissner: Familie auf Wanderschaft. (= Jüdische Wirklichkeit heute. Heft 3). Vortrupp, Berlin, 1938.
- Schwarzes Fähnlein. In: Klaus J. Herrmann: Das Dritte Reich und die Deutsch-Jüdischen Organisationen 1933–1934. Heymann, Köln 1969, ISBN 3-452-16922-7.
- Equality - Egality: Jews and Sport in Germany. In: Leo Baeck Institute Yearbook. 25, 1980, S. 221–241.
- Ideale deutscher und jüdischer Jugendbewegung. In: Lucie Schachne: Erziehung zum geistigen Widerstand: Das jüdische Landschulheim Herrlingen 1933–1939. dipa-Verlag, Frankfurt am Main 1986, ISBN 3-7638-0509-5, S. 111–112.
- Deutsche Juden und Sport. Ihre Leistungen – Ihr Schicksal. In: Menora. Jahrbuch für deutsch-jüdische Geschichte. Piper, München 1994, S. 287–311.
- Deutsche Juden und Sport. In: Joachim H. Teichler (Hrsg.): Körper, Kultur und Ideologie. Sport und Zeitgeist im 19. und 20. Jahrhundert. Philo, Bodenheim bei Mainz 1997, ISBN 3-8257-0036-4.
- Jüdische Olympiasieger. Sport – ein Sprungbrett für Minoritäten. Agon Sportverlag, Kassel 2000, ISBN 3-89784-173-8. Das Buch ist auch auf Englisch erschienen:
  - Jews and the Olympic games. Sport: A Springboard for Minorities. Vallentine Mitchell, London/Portland (Oregon) 2004, ISBN 0-85303-516-4.